# Avirey-Lingey
Avirey-Lingey är en kommun i departementet Aube i regionen Grand Est (tidigare regionen Champagne-Ardenne) i nordöstra Frankrike. Kommunen ligger  i kantonen Les Riceys som ligger i arrondissementet Troyes. År 2022 hade Avirey-Lingey 198 invånare.

## Befolkningsutveckling
Antalet invånare i kommunen Avirey-Lingey
Referens: INSEE